# Charlotteville
Charlotteville è un centro abitato di Trinidad e Tobago situato sull'isola di Tobago e facente parte della parrocchia di Saint John, nel nord dell'isola. Si affaccia sulla Baia di Man O War.